# زهرا قلی‌زاده
زهرا قلی‌زاده (زادهٔ ۶ دی ۱۳۶۶ در تهران) بازیکن تیم ملی فوتسال زنان ایران است که در لیگ اندونزی بازی می‌کند.
وی ۹ سال سابقهٔ تیم ملی و ۱۶ سال بازی در لیگ برتر ایران را در کارنامهٔ خود دارد. این بازیکن به همراه تیم ملی فوتسال زنان ایران در مسابقات بین‌المللی در مقابل تیم آذربایجان یک گل تیم ملی را به ثمر رساند.
زهرا قلی زاده برترین گلزن المپیاد ایرانیان شناخته شد و بهمراه تیم مازندران قهرمان مسابقات شد. 
وی اولین لژیونر تاریخ فوتسال مازندران هم هست که سابقه ی بازی در لیگ عراق و اندونزی را دارد که در اندونزی بهمراه تیم پوساکا انجلز قهرمان سوپر لیگ اندونزی شد. قلی زاده قرارداد همکاری با تیم ایتالیایی بسته که اولین لژیونر حاضر در لیگ سری آ ایتالیا خواهد شد.لژیونر لیگ ایتالیا
او در رشتهٔ رول‌اسکیت به تیم ملی ایران نیز دعوت شده‌است.